# Gegeneophis
Gegeneophis é um género de anfíbio gimnofiono endémico da Índia.

## Espécies
- Gegeneophis carnosus (Beddome, 1870)
- Gegeneophis danieli Giri, Wilkinson, and Gower, 2003
- Gegeneophis goaensis Bhatta, Dinesh, Prashanth, and Kulkarni, 2007
- Gegeneophis krishni Pillai and Ravichandran, 1999
- Gegeneophis madhavai Bhatta and Srinivasa, 2004
- Gegeneophis mhadeiensis Bhatta, Dinesh, Prashanth, and Kulkarni, 2007
- Gegeneophis nadkarnii Bhatta and Prashanth, 2004
- Gegeneophis pareshi Giri, Gower, Gaikwad, and Wilkinson, 2011
- Gegeneophis primus Kotharambath, Gower, Oommen, and Wilkinson, 2012
- Gegeneophis ramaswamii Taylor, 1964
- Gegeneophis seshachari Ravichandran, Gower, and Wilkinson, 2003